# Paul Simon

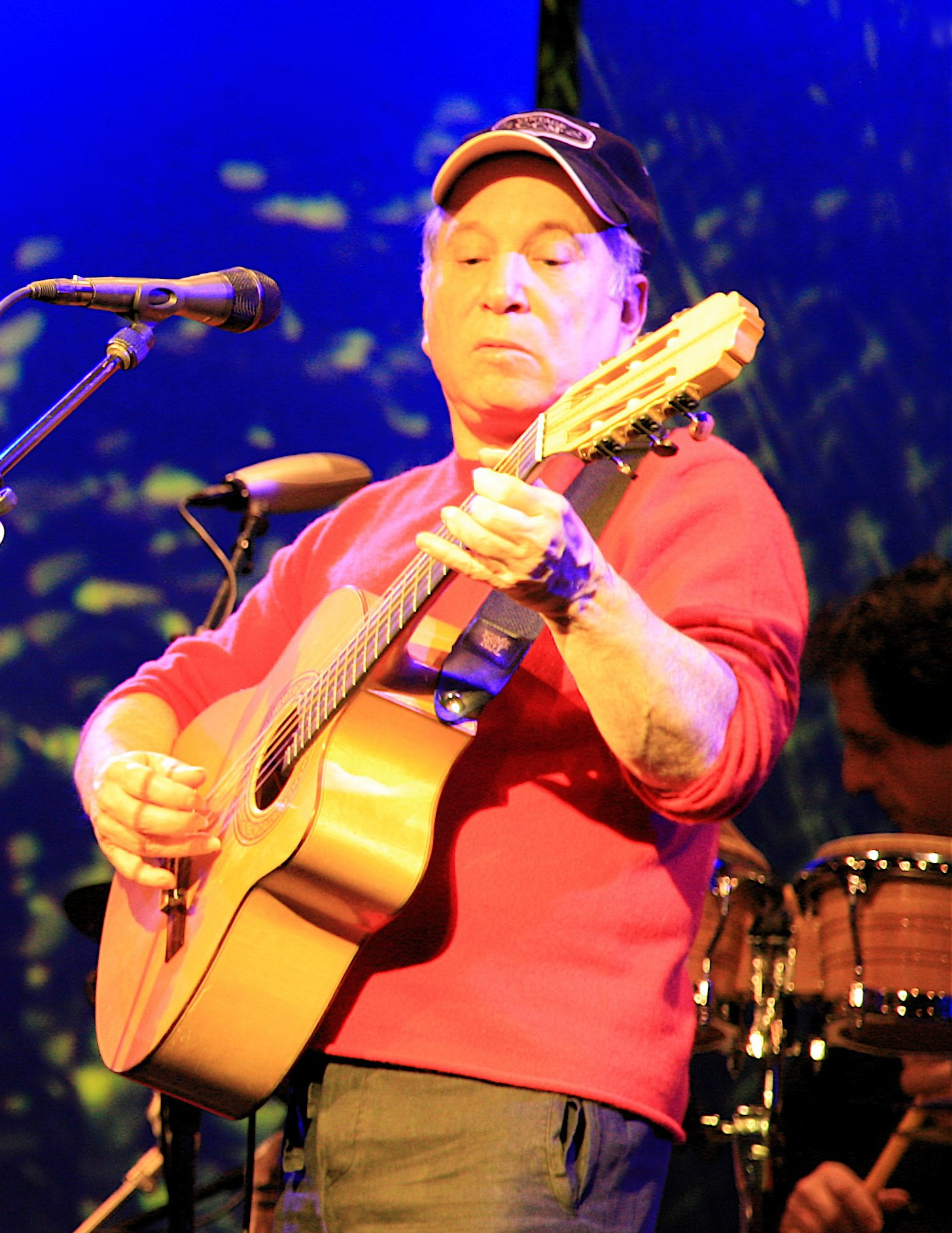
Paul Simon în 2007

Paul Frederic Simon (n. 13 octombrie 1941) este un cantautor american, care provine dintr-o familie de evrei maghiari, cunoscut pentru succesul avut în trupa Simon & Garfunkel începând cu anul 1965 alături de partenerul său muzical Art Garfunkel. Simon a scris majoritatea cântecelor formației, incluzând trei care au ajuns pe primul loc în topul singleurilor din SUA - "The Sounds of Silence", "Mrs. Robinson" și "Bridge over Troubled Water". În 1970, în culmea succesului, Simon și Garfunkel s-au despărțit iar Simon și-a început o carieră solo de succes, înregistrând trei albume foarte apreciate în următorii cinci ani. În 1986 a lansat Graceland - un album inspirat de muzica Township Sud Africană ce a sprijinit mișcarea anti-apertheid. Pe lângă muzică, Simon a scris și jucat în filmul One Trick Pony în 1980 fiind și coscenarist al muzicalului de pe Broadway, The Capeman din 1998. Pentru activitatea sa atât solo cât și colaborativă, Simon a câștigat 13 premii Grammy printre care premiul pentru întreaga activitate. În 2001 a fost inclus în Rock and Roll Hall of Fame.

## Discografie

### Albume de studio
- The Paul Simon Songbook (august 1965)
- Paul Simon (14 ianuarie 1972)
- There Goes Rhymin' Simon (5 mai 1973)
- Still Crazy after All These Years (25 octombrie 1975)
- One-Trick Pony (august 1980)
- Hearts and Bones (4 noiembrie 1983)
- Graceland (12 august 1986)
- The Rhythm of the Saints (16 octombrie 1990)
- Songs from The Capeman (18 noiembrie 1997)
- You're the One (3 octombrie 2000)
- Surprise (9 mai 2006)
- So Beautiful or So What (2011)
- Stranger to Stranger (2016)
- In the Blue Light (2018)
- Seven Psalms (2023)

### Albume live și compilații
- Paul Simon in Concert: Live Rhymin' (aprilie 1974)
- Greatest Hits, Etc. (noiembrie 1977)
- Negotiations and Love Songs (18 octombrie 1988)
- Paul Simon's Concert in the Park, 15 august 1991 (5 noiembrie 1991)
- Paul Simon 1964/1993 (28 septembrie 1993)
- Greatest Hits: Shining Like a National Guitar (23 mai 2000)
- The Paul Simon Anthology (2002)
- The Paul Simon Collection: On My Way, Don't Know Where I'm Goin' (2002)
- The Studio Recordings, 1972-2000 (2004)
- Recorded as Jerry Landis (2006)
- The Essential Paul Simon (26 iunie 2007)